# Villa Victoria (Estado de México)

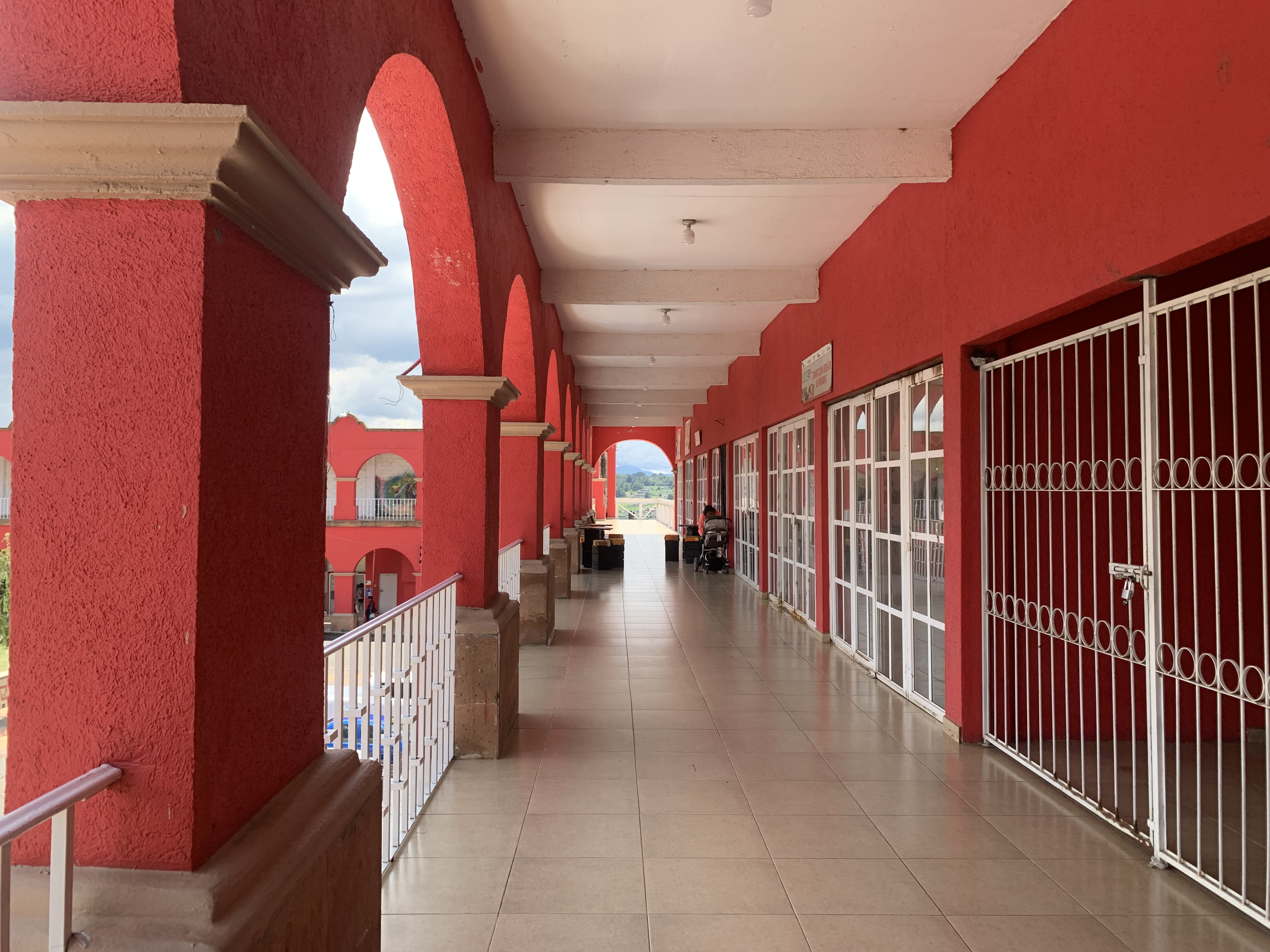
Centro de Villa Victoria

Villa Victoria es una localidad mexicana, cabecera del municipio homónimo, en el Estado de México. Es una comunidad urbana y la más poblada del municipio, conocida actualmente por sus carreteras en mal estado

## Clima
El clima de Villa Victoria es templado subhúmedo con lluvias en verano. Tiene una temperatura media anual de 13.1 °C, y una precipitación de 920.3.
| Parámetros climáticos promedio de Villa Victoria | Parámetros climáticos promedio de Villa Victoria | Parámetros climáticos promedio de Villa Victoria | Parámetros climáticos promedio de Villa Victoria | Parámetros climáticos promedio de Villa Victoria | Parámetros climáticos promedio de Villa Victoria | Parámetros climáticos promedio de Villa Victoria | Parámetros climáticos promedio de Villa Victoria | Parámetros climáticos promedio de Villa Victoria | Parámetros climáticos promedio de Villa Victoria | Parámetros climáticos promedio de Villa Victoria | Parámetros climáticos promedio de Villa Victoria | Parámetros climáticos promedio de Villa Victoria | Parámetros climáticos promedio de Villa Victoria |
| Mes                                              | Ene.                                             | Feb.                                             | Mar.                                             | Abr.                                             | May.                                             | Jun.                                             | Jul.                                             | Ago.                                             | Sep.                                             | Oct.                                             | Nov.                                             | Dic.                                             | Anual                                            |
| ------------------------------------------------ | ------------------------------------------------ | ------------------------------------------------ | ------------------------------------------------ | ------------------------------------------------ | ------------------------------------------------ | ------------------------------------------------ | ------------------------------------------------ | ------------------------------------------------ | ------------------------------------------------ | ------------------------------------------------ | ------------------------------------------------ | ------------------------------------------------ | ------------------------------------------------ |
| Temp. máx. abs. (°C)                             | 27.5                                             | 25.5                                             | 29.5                                             | 30.0                                             | 30.0                                             | 31.0                                             | 29.0                                             | 27.0                                             | 25.5                                             | 27.5                                             | 25.5                                             | 24.5                                             | 31.0                                             |
| Temp. máx. media (°C)                            | 18.3                                             | 19.6                                             | 21.8                                             | 23.4                                             | 23.6                                             | 21.6                                             | 20.5                                             | 20.8                                             | 20.4                                             | 20.5                                             | 19.7                                             | 18.5                                             | 20.7                                             |
| Temp. media (°C)                                 | 9.5                                              | 10.1                                             | 12.0                                             | 13.9                                             | 15.2                                             | 15.5                                             | 14.9                                             | 15.1                                             | 14.9                                             | 13.8                                             | 11.6                                             | 10.1                                             | 13.1                                             |
| Temp. mín. media (°C)                            | 0.8                                              | 0.7                                              | 2.3                                              | 4.4                                              | 6.8                                              | 9.3                                              | 9.3                                              | 9.4                                              | 9.4                                              | 7.0                                              | 3.6                                              | 1.7                                              | 5.4                                              |
| Temp. mín. abs. (°C)                             | -7.5                                             | -8.0                                             | -5.5                                             | -5.5                                             | -1.0                                             | 2.0                                              | 2.5                                              | 3.0                                              | -1.0                                             | -1.0                                             | -5.0                                             | -7.5                                             | -8.0                                             |
| Precipitación total (mm)                         | 21.4                                             | 17.4                                             | 13.1                                             | 22.2                                             | 66.1                                             | 158.8                                            | 191.6                                            | 180.9                                            | 147.6                                            | 71.6                                             | 18.7                                             | 10.9                                             | 920.3                                            |
| Días de precipitaciones (≥ 1 mm)                 | 2.9                                              | 2.4                                              | 2.6                                              | 4.2                                              | 10.2                                             | 19.0                                             | 23.9                                             | 22.4                                             | 17.9                                             | 10.5                                             | 4.1                                              | 2.6                                              | 122.7                                            |
| Fuente: Servicio Meteorológico Nacional          |                                                  |                                                  |                                                  |                                                  |                                                  |                                                  |                                                  |                                                  |                                                  |                                                  |                                                  |                                                  |                                                  |